# Henryk I Kastylijski
Henryk I Kastylijski, hiszp. Enrique I de Castilla (ur. w 1204, zm. w 1217) – król Kastylii od 1214 aż do śmierci. Był czwartym i ostatnim synem króla Alfonsa VIII Szlachetnego i jego żony – Eleonory Plantagenet (córki króla Anglii, Henryka II, i Eleonory Akwitańskiej).

## Życiorys
Miał 11 rodzeństwa i dopiero w 1211 został oficjalnym następcą tronu, po nagłej śmierci swojego starszego brata – Ferdynanda. Jego ojciec zmarł w 1214; Henryk miał wtedy zaledwie 10 lat, niezbędna zatem była regencja. Regentką została najstarsza siostra Henryka – Berenguela Kastylijska, żona króla Alfonsa IX z Leonu.
W 1215 Henryk poślubił Mafaldę (Matyldę) Portugalską, córkę króla Sancha I Kolonizatora. Z powodu młodego wieku obojga młodych małżeństwo nie zostało skonsumowane, a w 1216 zostało zaś rozwiązane. Sam Henryk zmarł w Palencii w 1217, w wieku 13 lat. Zabiła go dachówka spadająca z dachu. Po jego śmierci nowym królem został syn Berengueli - Ferdynand III Święty, który później został również królem Leónu.